# Belagerung der Halbinsel Hel
Danzig – Westerplatte – Tucheler Heide – Krojanten – Mlawa – Radom – Wizna – Bzura – Brześć – Lemberg – Rawa Ruska – Lublin – Kampinos-Heide – Warschau – Szack – Modlin – Halbinsel Hel – Kock
Die Belagerung der Halbinsel Hel war eine der längsten Schlachten des Überfalls auf Polen zu Beginn des Zweiten Weltkrieges.
Auf der Halbinsel Hel und der Stadt Hel (deutsch: Hela) hielt sich der längste polnische Widerstand während des deutschen Überfalls auf Polen 1939.
Schätzungsweise 3000 Soldaten der Einheit Helski Rejon Umocniony, Teil der Küstenverteidigungsgruppe (Grupa Obrony Wybrzeża) unter Włodzimierz Steyer, verteidigten das Gebiet zwischen dem 9. September bis zum 2. Oktober. Am 2. Oktober kapitulierte die Gruppe.

## Vorgeschichte
1928 richtete Polen einen Militärhafen in Hel ein, woraufhin die gesamte Halbinsel 1936 zur befestigten Region erklärt wurde. Die Helski Rejon Umocniony wurde dort stationiert. Insgesamt befanden sich in Hel etwa 3000 Soldaten, drei Seeziel-Batterien und Luftabwehrgeschütze. Die Küstenschutzbatterien waren mit 4 × 152-mm-Geschützen, zwei älteren 2 × 105-mm-Geschützen und drei Batterien mit 8 × 75-mm-Geschützen ausgestattet. Die Flugabwehr bestanden aus 6 × 75-mm- und 8 × 40-mm-Kanonen.

## Die Schlacht

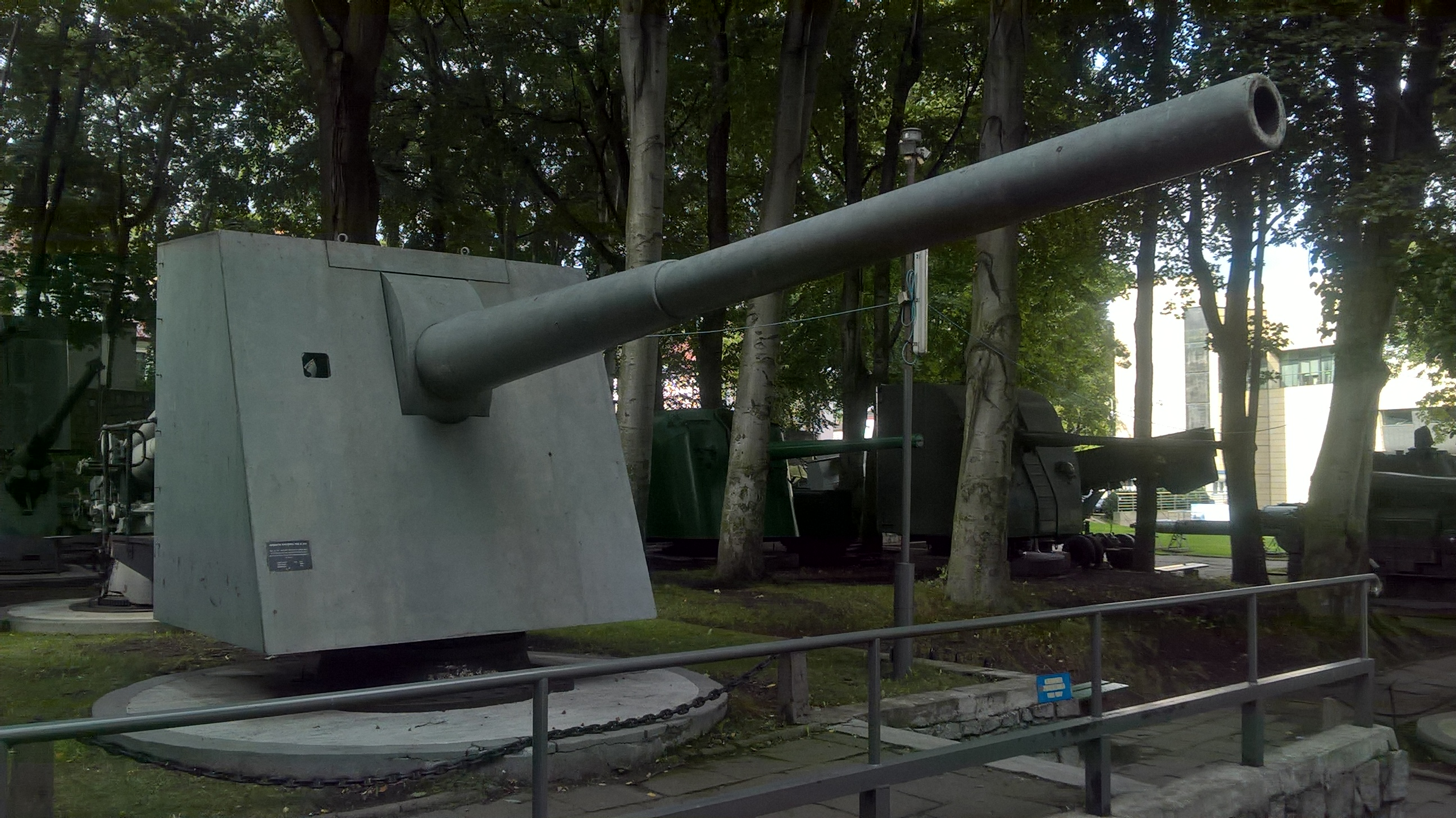
Polnische Bofors 152-mm-Kanone von Hel im Marinemuseum in Gdynia

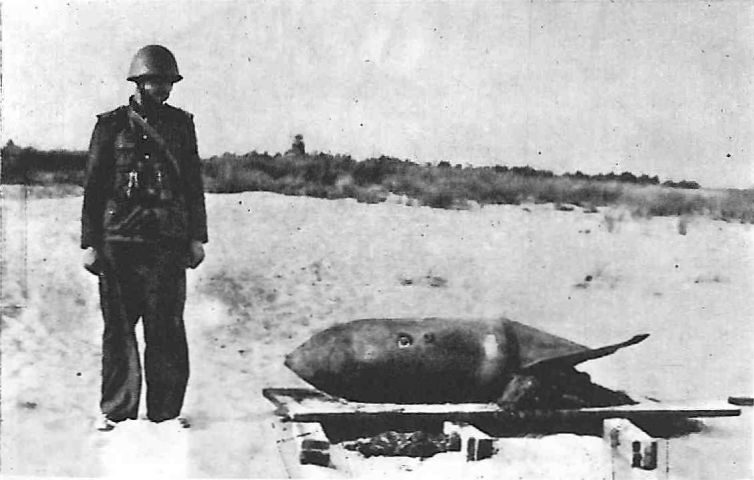
Hauptmann der Marine Zbigniew Przybyszewski mit nicht explodierter deutscher Fliegerbombe

Die deutsche Luftwaffe begann am Tage des deutschen Überfalls (1. September) mit Luftangriffen auf Hel. Die deutsche Wehrmacht zwang polnische Einheiten der pommerschen Armee (Armia Pomorze) bereits in der ersten Kriegswoche zum Rückzug aus dem Danziger Korridor. Am 9. September wurde der Angriff auf Hel eingeleitet. Die Armia Pomorze wurde in der Schlacht in der Tucheler Heide geschlagen (5. September). Nachdem weitere polnische Niederlagen an der Küste gefolgt waren – Westerplatte, Gdynia und Kępa Oksywska – war Hel ab dem 20. September der letzte Ort des Widerstandes an der Küste.

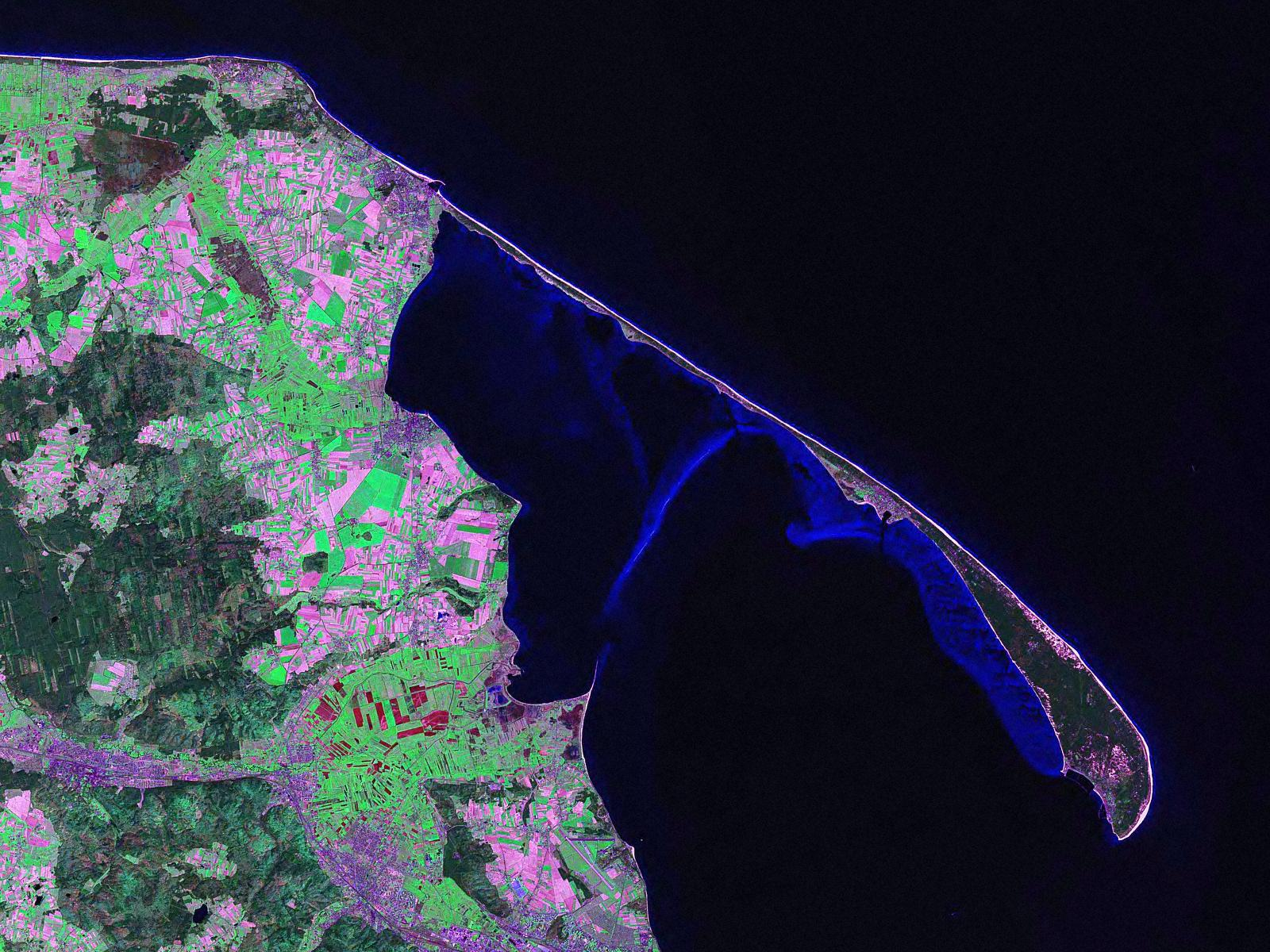
Die Halbinsel Hel vom Satelliten Landsat im Jahre 2000 aus fotografiert

Am 3. September war es den Polen gelungen, einen deutschen Zerstörer zu beschädigen. Nach der Versenkung einiger polnischer Schiffe durch die Luftwaffe retteten sich polnische Marinesoldaten an Land und schlossen sich den Landstreitkräften von Hel an. Die deutsche Marine beschoss Hel mit den Schiffen Schleswig-Holstein und Schlesien Die Schleswig-Holstein wurde am 25. September leicht beschädigt. Die Luftabwehrbatterien schossen zwischen 46 und 53 Flugzeuge ab.
Am 14. September gelang es den Deutschen, die polnischen Kräfte vom Festland abzutrennen. Anschließend schafften sie schwere Artillerie heran, um die Belagerung zu intensivieren. Am 25. September wurde das Dorf Chałupy (heute Teil von Władysławowo) durch die Wehrmacht erobert.
Am 1. Oktober erkannte der polnische Marineoberbefehlshaber Józef Unrug, dass Hel nicht mehr mit Nachschub versorgt werden könne, und am 2. Oktober kapitulierten die polnischen Streitkräfte in Hel. Es war die vorletzte Kapitulation polnischer Kräfte während des deutschen Überfalls auf Polen.